# Sorex maritimensis
Sorex maritimensis és una espècie de mamífer de la família de les musaranyes (Soricidae). Viu a Nova Escòcia i Nova Brunswick (Canadà).